# Mistrzostwa Świata w Wioślarstwie 2009 – czwórka podwójna wagi lekkiej kobiet
Czwórka podwójna wagi lekkiej kobiet (LW4x) – konkurencja rozgrywana podczas Mistrzostw Świata w Wioślarstwie 2009 w Poznaniu między 23 a 30 sierpnia na Torze Regatowym Malta.

## Harmonogram konkurencji
Wszystkie godziny w czasie letnim (UTC+2)
| Godzina                     | Wydarzenie  | Runda           |
| --------------------------- | ----------- | --------------- |
| Środa, 26 sierpnia 2009     | 10:12-10:18 | Wyścig pokazowy |
| Niedziela, 30 sierpnia 2009 | 10:48-11:03 | Finał A         |

## Medaliści
| Złoto                                                                    | Srebro                                                                            | Brąz                                                                                      |
| Niemcy · Lena Müller · Helke Nieschlag · Laura Tibitanzl · Julia Kroeger | Wielka Brytania · Stephanie Cullen · Laura Greenhalgh · Andrea Dennis · Jane Hall | Stany Zjednoczone · Hillary Saeger · Lindsey Hochman · Stefanie Sydlik · Abelyn Broughton |

## Wyniki

### Wyścig pokazowy
Reguła kwalifikacji: 1.. → FA
| Miejsce | Zawodnik                                                            | Kraj              | Czas    | Uwagi |
| ------- | ------------------------------------------------------------------- | ----------------- | ------- | ----- |
| 1       | Stephanie Cullen Laura Greenhalgh Andrea Dennis Jane Hall           | Wielka Brytania   | 6:35,94 | FA    |
| 2       | Kristin Jeffery Lauren Wells Tanya Lahdenranta Katya Herman         | Kanada            | 6:38,25 | FA    |
| 3       | Lena Müller Helke Nieschlag Laura Tibitanzl Julia Kroeger           | Niemcy            | 6:38,29 | FA    |
| 4       | Monika Myszk Natalia Maciukiewicz Ilona Mokronowska Weronika Deresz | Polska            | 6:40,42 | FA    |
| 5       | Hillary Saeger Lindsey Hochman Stefanie Sydlik Abelyn Broughton     | Stany Zjednoczone | 6:40,78 | FA    |

### Finał A
| Miejsce | Zawodnik                                                            | Kraj              | Czas    | Uwagi |
| ------- | ------------------------------------------------------------------- | ----------------- | ------- | ----- |
|         | Lena Müller Helke Nieschlag Laura Tibitanzl Julia Kroeger           | Niemcy            | 6:32,91 |       |
|         | Stephanie Cullen Laura Greenhalgh Andrea Dennis Jane Hall           | Wielka Brytania   | 6:35,42 |       |
|         | Hillary Saeger Lindsey Hochman Stefanie Sydlik Abelyn Broughton     | Stany Zjednoczone | 6:36,88 |       |
| 4       | Kristin Jeffery Lauren Wells Tanya Lahdenranta Katya Herman         | Kanada            | 6:37,36 |       |
| 5       | Monika Myszk Natalia Maciukiewicz Ilona Mokronowska Weronika Deresz | Polska            | 6:37,83 |       |